# Lucas Copado
Lucas Fernando Copado Schrobenhauser (München, 2004. január 10. –) német–spanyol származású profi labdarúgó, posztját tekintve csatár. A Bayern München, és a német korosztályos-válogatott játékosa.

## Pályafutása

### Bayern München
2016 nyarán 12-évesen csatlakozott a bajorokhoz az SpVgg Unterhaching csapatától. 2021. augusztus 3-án szerződést kötöttek vele, 2024 nyaráig, ezáltal felkerült az U19-es csapatba.
2021. augusztus 27-én debütált a Bayern II-ben, egy 0–6-s idegenbeli mérkőzésen az 1860 Rosenheim elleni bajnokin, amelyen gólt, és gólpasszt szerzett.

#### A felnőttcsapatban
2022. januárjában Julian Nagelsmann nevezte a 2021/22-es bajnokság; 18. forduljában a Borussia Mönchengladbach ellen a keretbe, ahol a 75. percben csereként érkezett a pályára, Malik Tillman-t váltva. A mérkőzés 2–1-s vereséggel ért véget.

## Magánélete
Lucas; Münchenben született, anyja Eva Schrobenhauser, apja korábbi labdarúgó, Francisco Copado. Apja Kielben született spanyol szülők gyermekeként. rendelkezik német és spanyol állampolgársággal. Anyja német származású, akinek édesapja  Anton Schrobenhauser egykori labdarúgó volt, később az SpVgg Unterhaching főnöke, és pénztárosa volt. Lucas a visszavonult bosnyák válogatott labdarúgó és a Bayern München sportigazgatója, Hasan Salihamidžić unokaöccse is.(aki feleségül vette Esther Copadót, Francisco Copado nővérét). Hasan fia és Lucas unokatestvére, Nick Salihamidžić szintén a Bayern München utánpótlás- és másodcsapatának labdarúgója.

## Statisztika
2021. január 30-i állapot szerint.
| Klub              | Szezon           | Bajnokság           | Bajnokság | Bajnokság | Kupa  | Kupa  | Nemzetközi | Nemzetközi | Egyéb | Egyéb | Összes | Összes |
| Klub              | Szezon           | Liga                | Mérk.     | Gólok     | Mérk. | Gólok | Mérk.      | Gólok      | Mérk. | Gólok | Mérk.  | Gólok  |
| ----------------- | ---------------- | ------------------- | --------- | --------- | ----- | ----- | ---------- | ---------- | ----- | ----- | ------ | ------ |
| Bayern München II | 2021–22          | Regionalliga Bayern | 13        | 3         | —     | —     | —          | —          | —     | —     | 13     | 3      |
| Bayern München II | Összesen         | Összesen            | 13        | 3         | —     | —     | —          | —          | —     | —     | 13     | 3      |
| Bayern München    | 2021–22          | Bundesliga          | 1         | 0         | 0     | 0     | 0          | 0          | 0     | 0     | 1      | 0      |
| Bayern München    | Összesen         | Összesen            | 1         | 0         | 0     | 0     | 0          | 0          | 0     | 0     | 1      | 0      |
| KARRIER ÖSSZESEN  | KARRIER ÖSSZESEN | KARRIER ÖSSZESEN    | 14        | 3         | 0     | 0     | 0          | 0          | 0     | 0     | 14     | 3      |